# Ванюшино
Ваню́шино (рос. Ванюшино) — селище у складі Шарлицького району Оренбурзької області, Росія.

## Населення
Населення — 14 осіб (2010; 33 у 2002).
Національний склад (станом на 2002 рік):
- росіяни — 76 %